# Zidarți, Pernik
Zidarți (în bulgară Зидарци) este un sat în comuna Pernik, regiunea Pernik,  Bulgaria. 

## Demografie
Componența etnică a satului Zidarți
     Bulgari (100%)
     Nicio identificare (0%)
     Altele (0%)
La recensământul din 2011, populația satului Zidarți era de 80 locuitori. Din punct de vedere etnic, toți locuitorii erau bulgari.